# Rambo Amadeus

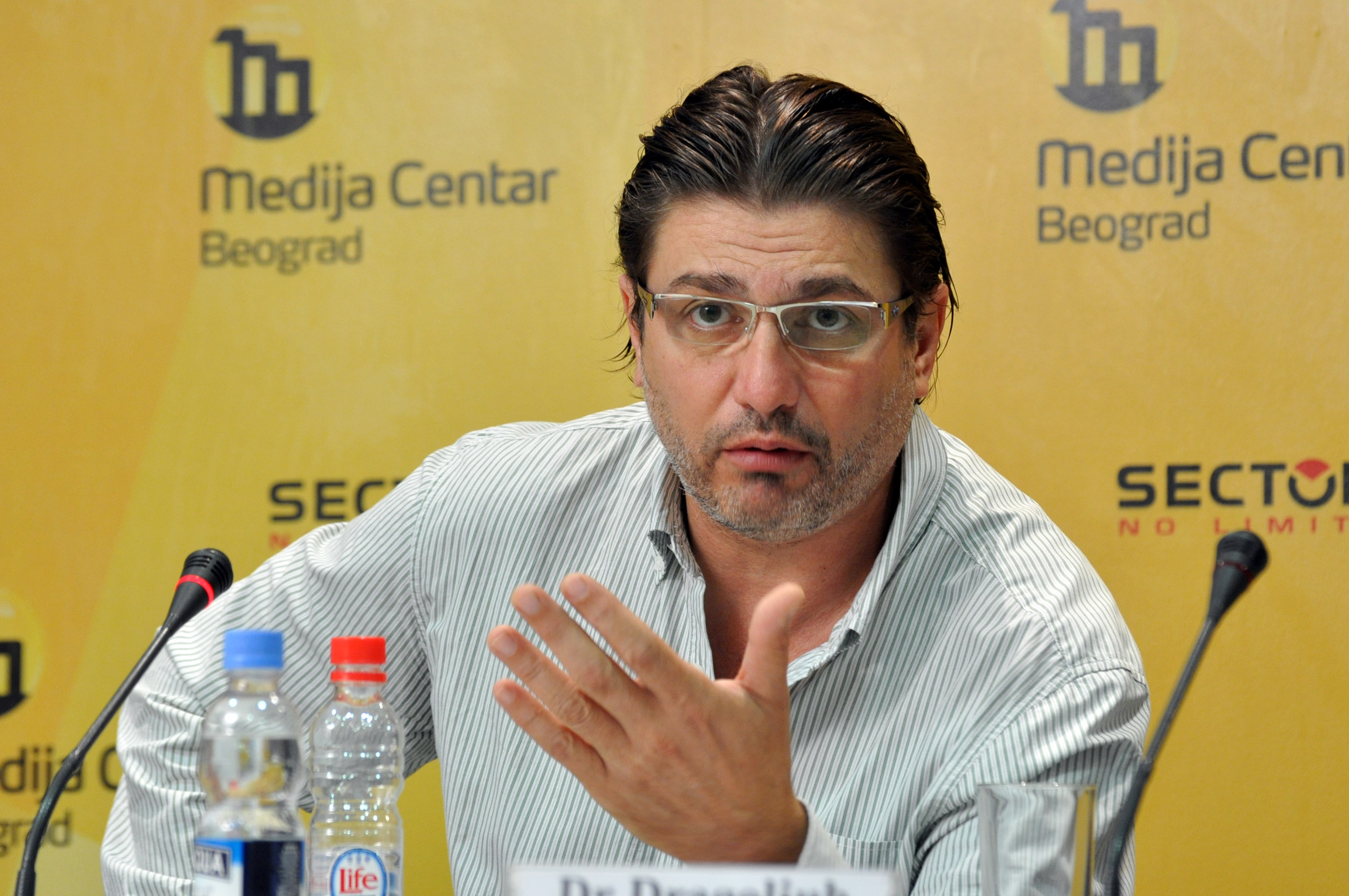
Rambo Amadeus

Rambo Amadeus (Servisch: Рамбо Амадеус) (Kotor, 14 juni 1963) is de artiestennaam van de in Montenegro geboren Servische zanger en popmusicus Antonije Pušić (Servisch: Антоније Пушић).
Rambo Amadeus, die zichzelf "muzikant, dichter en mediamanipulator" noemt, behoort tot de bekendste popmusici en cultfiguren van het voormalige Joegoslavië. Zijn pseudoniem verwijst naar John Rambo, een door Sylvester Stallone gespeeld filmpersonage, en naar de Oostenrijkse componist Wolfgang Amadeus Mozart. In zijn muziek combineert hij satirische en maatschappijkritische songteksten, die zich kenmerken door ironie en zelfspot, met jazz, rock, funk, rap en drum and bass. Hij is de bedenker van de term turbo folk, waarmee populaire, maar vaak ook als smakeloos en agressief ervaren moderne Servische volksmuziek wordt aangeduid. In 2006 werd Rambo Amadeus benoemd tot nationaal ambassadeur van UNICEF voor Montenegro. Hij werkt afwisselend in Belgrado en Herceg Novi.
In 2012 vertegenwoordigde hij Montenegro op het Eurovisiesongfestival te Bakoe. Hij trad aan met het nummer Euro neuro, maar kwam niet verder dan de halve finale, waar hij vijftiende werd.

## Discografie
- 1988: O tugo jesenja
- 1989: Hoćemo gusle
- 1991: Psihološko propagandni komplet M-91
- 1993: Kurac, Pička, Govno, Sisa (live)
- 1994: Izabrana dela (compilatie)
- 1995: Muzika za decu
- 1996: Mikroorganizmi
- 1997: Titanik
- 1998: Koncert u KUD France Prešeren (live)
- 1998: Zbrana dela 1 (compilatie)
- 1998: Zbrana dela 2 (compilatie)
- 1998: Metropolis B (tour-de-force)
- 2000: Don't happy, be worry
- 2000: Čobane, vrati se
- 2004: Bolje jedno vruće pivo nego četri ladna (live)
- 2005: Oprem Dobro
- 2008: Yes No (ep)
- 2008: Hipishizik Metafizik
- 2015: Vrh Dna